# Cophixalus australis
Espèce
Cophixalus australis est une espèce d'amphibiens de la famille des Microhylidae.

## Répartition
Cette espèce est endémique du Queensland en Australie.

## Publication originale
- Hoskins, 2012 : Two new frog species (Microhylidae: Cophixalus) from the Australian wet tropics region, and redescription of Cophixalus ornatus. Zootaxa, no 3271, p. 1-16.